# FK Kauno Žalgiris
El FK Kauno Žalgiris, anteriormente conocido como Spyris Kaunas, es un club de fútbol con sede en Kaunas, Lituania. Actualmente juega en la A lyga, máxima categoría nacional.

## Historia
Los orígenes del Kauno Žalgiris se remontan a la creación en 2004 de la escuela de fútbol «Tauras», cuyo principal club era el «FK Spyris». La entidad jugaba en las categorías inferiores lituanas desde la temporada 2005; ocho años después obtuvo el ascenso a la Primera Liga, en la que permanecería dos ediciones más.
En 2015 la entidad se profesionalizaría gracias a un acuerdo de integración en el club de baloncesto más importante de Lituania, el Žalgiris Kaunas, como su sección de fútbol. Ese mismo año pudo debutar en la División de Honor lituana, y en 2016 oficializó el cambio de nombre por el actual «Kauno Žalgiris». A pesar de que la marca «Žalgiris» ya estaba siendo utilizado por el equipo de la capital, la Federación de Fútbol avaló la modificación si se añadía el nombre de la ciudad. Pese a ser colista en 2016 y 2017, mantuvo la categoría en ambas ocasiones por descensos administrativos de sus rivales.

## Estadio
Estadio de la Academia de Fútbol Kauno Žalgiris.

## Participación en competiciones de la UEFA
| Temporada | Torneo                        | Ronda             | Club             | Casa | Visita | Global |
| --------- | ----------------------------- | ----------------- | ---------------- | ---- | ------ | ------ |
| 2019–20   | UEFA Europa League            | 1ª Clasificatoria | Apollon Limassol | 0–2  | 0–4    | 0–6    |
| 2020–21   | UEFA Europa League            | 1ª Clasificatoria | Bodø/Glimt       | –    | 1–6    | 1–6    |
| 2021–22   | UEFA Europa Conference League | 1ª Clasificatoria | Europa           | 2–0  | 0–0    | 2–0    |
| 2021–22   | UEFA Europa Conference League | 2ª Clasificatoria | The New Saints   | 0–5  | 1–5    | 1–10   |
| 2022–23   | UEFA Europa Conference League | 1ª Clasificatoria | Ružomberok       | 0-0  | 0-2    | 0-2    |
| 2023-24   | UEFA Europa Conference League | 2ª Clasificatoria | Lech Poznań      | 1-2  | 1-3    | 1-5    |
| 2025-26   | UEFA Europa Conference League | 1ª Clasificatoria | Penybont FC      | 3-0  | 1-1    | 4-1    |
| 2025-26   | UEFA Europa Conference League | 2ª Clasificatoria | Valur Reykjavík  | 1-1  | 2-1    | 3-2    |
| 2025-26   | UEFA Europa Conference League | 3ª Clasificatoria | Arda Kardzhali   | 0-1  | 0-2    | 0-3    |